# 洛尔·布洛
洛尔·布洛（法語：Laure Boulleau，1986年10月22日—），生于克莱蒙费朗，法国女子足球运动员。她曾代表法国国家队参加2011年和2015年国际足联女子世界杯，其中2011年世界杯获得殿军。